# Come as You Are
Come as You Are è un singolo del gruppo musicale statunitense Nirvana, pubblicato il 2 marzo 1992 come secondo estratto dal secondo album in studio Nevermind.

## Descrizione
Come as You Are fu il secondo singolo più venduto del gruppo, superato soltanto da Smells Like Teen Spirit. Il brano è stato inserito nel 2004 nella classifica delle 500 canzoni immortali secondo la rivista Rolling Stone, alla posizione numero 445.
Nel kit per la stampa di Nevermind Kurt Cobain disse che Come as You Are è "una canzone d'amore vecchio stile che viene giù in un'armonia di tre parti" (testi tratti da Just an Old-Fashioned Love Song di Paul Williams). Il verso principale della canzone è: «And I swear that I don't have a gun» ("E giuro di non avere una pistola"), con il quale Cobain voleva intendere di "non avere nessuno da cui nascondersi". Lo stesso Cobain, famoso per inserire messaggi più o meno indiretti nei suoi testi, sembra piuttosto voler spingere l'ascoltatore-fan ad interpretare il testo piuttosto che limitarsi a cantarlo passivamente.
Dopo la morte dell'autore i media rivolsero l'attenzione a questo verso e ad altri versi delle canzoni di Nevermind in cui si menzionavano armi da fuoco, benché, essendo l'album stato registrato tre anni prima della scomparsa del cantante, l'analogia del verso con la fine del frontman sia stato considerato una mera coincidenza. Subito dopo la sua composizione nel febbraio 1991, la canzone si chiamò per un breve periodo "Memory", parola peraltro ricorrente nel testo.

### Controversie
Il riff iniziale della canzone è stato al centro di una lunga polemica con i membri del gruppo rock inglese Killing Joke, che accusarono i Nirvana di plagio. Il riff infatti sarebbe stato copiato dal brano Eighties dell'album Night Time e riproposto in una versione rallentata. I Killing Joke rinunciarono all'azione legale dopo la morte di Cobain.

## Tracce
7"
1. Come As You Are (LP Version)
2. Endless, Nameless

12"
1. Come As You Are (LP Version)
2. Endless, Nameless
3. School (Live)
4. Drain You (Live)

12", CD
1. Come As You Are (LP Version)
2. School (Live)
3. Drain You (Live)

## Classifiche
| Classifica (1992)             | Posizione massima |
| ----------------------------- | ----------------- |
| Australia                     | 25                |
| Austria                       | 28                |
| Belgio (Fiandre)              | 15                |
| Canada                        | 27                |
| Finlandia                     | 12                |
| Francia                       | 12                |
| Germania                      | 22                |
| Irlanda                       | 7                 |
| Italia                        | 13                |
| Nuova Zelanda                 | 3                 |
| Paesi Bassi                   | 16                |
| Regno Unito                   | 9                 |
| Spagna                        | 16                |
| Stati Uniti                   | 32                |
| Stati Uniti (alternative)     | 3                 |
| Stati Uniti (mainstream rock) | 3                 |
| Stati Uniti (radio)           | 62                |
| Svezia                        | 24                |
| Svizzera                      | 21                |

## Altre versioni
- Una versione acustica di Come as You Are è presente nell'album MTV Unplugged in New York, registrato il 18 novembre 1993 negli studi di MTV e prodotto nel novembre 1994.
- Un'altra versione dal vivo, registrata il 25 novembre 1991 al "Paradiso" (Amsterdam), appare nell'home video Live! Tonight! Sold Out!!. Qui Kurt Cobain si esibisce con un cantato urlato e la chitarra scordata.
- La versione originale di Come as You Are appare nell'album "Fender 50th Anniversary Guitar Legends", realizzato nel 1996 per celebrare l'anniversario dei 50 anni della Fender. La versione originale appare anche nel best of Nirvana.
- Alcune parti eliminate dal video di Come as You Are, diretto da Kevin Kerslake, appaiono nel DVD incluso nel cofanetto With the Lights Out.

## Cover
Come As You Are è stata suonata dai seguenti artisti:
- The Vibrators - gruppo punk britannico
- Laura Love - cantautrice statunitense.
- Caetano Veloso - cantante brasiliano.
- Keith Moore - cantautrice statunitense.
- James Marsters - musicista e attore statunitense.
- James Brown, conosciuto come "The King" dell'album "Gravelands"
- Albert Eno - cantautore italiano